# Romery (Aisne)
Romery ist eine französische Gemeinde mit 83 Einwohnern (Stand: 1. Januar 2022) im Département Aisne in der Region Hauts-de-France. Sie gehört zum Arrondissement Vervins, zum Kanton Guise und zum Kommunalverband Thiérache Sambre et Oise.

## Lage
Die Gemeinde Romery liegt an der oberen Oise in der Landschaft Thiérache, 16 Kilometer nordwestlich von Vervins. Nachbargemeinden von Romery sind Malzy im Norden, Proisy im Osten, Le Sourd im Südosten, Wiège-Faty im Südwesten und Westen sowie Monceau-sur-Oise (Berührungspunkt) im Nordwesten.

## Bevölkerungsentwicklung
| Jahr                       | 1962 | 1968 | 1975 | 1982 | 1990 | 1999 | 2006 | 2012 | 2022 |
| Einwohner                  | 91   | 108  | 65   | 56   | 58   | 63   | 77   | 88   | 83   |
| Quellen: Cassini und INSEE |      |      |      |      |      |      |      |      |      |

## Sehenswürdigkeiten
- Ehemaliges öffentliches Waschhaus (Lavoir)
- Taubenschlag in einem Portalturm

(In Romery gibt es keine Kirchen und Kapellen.)

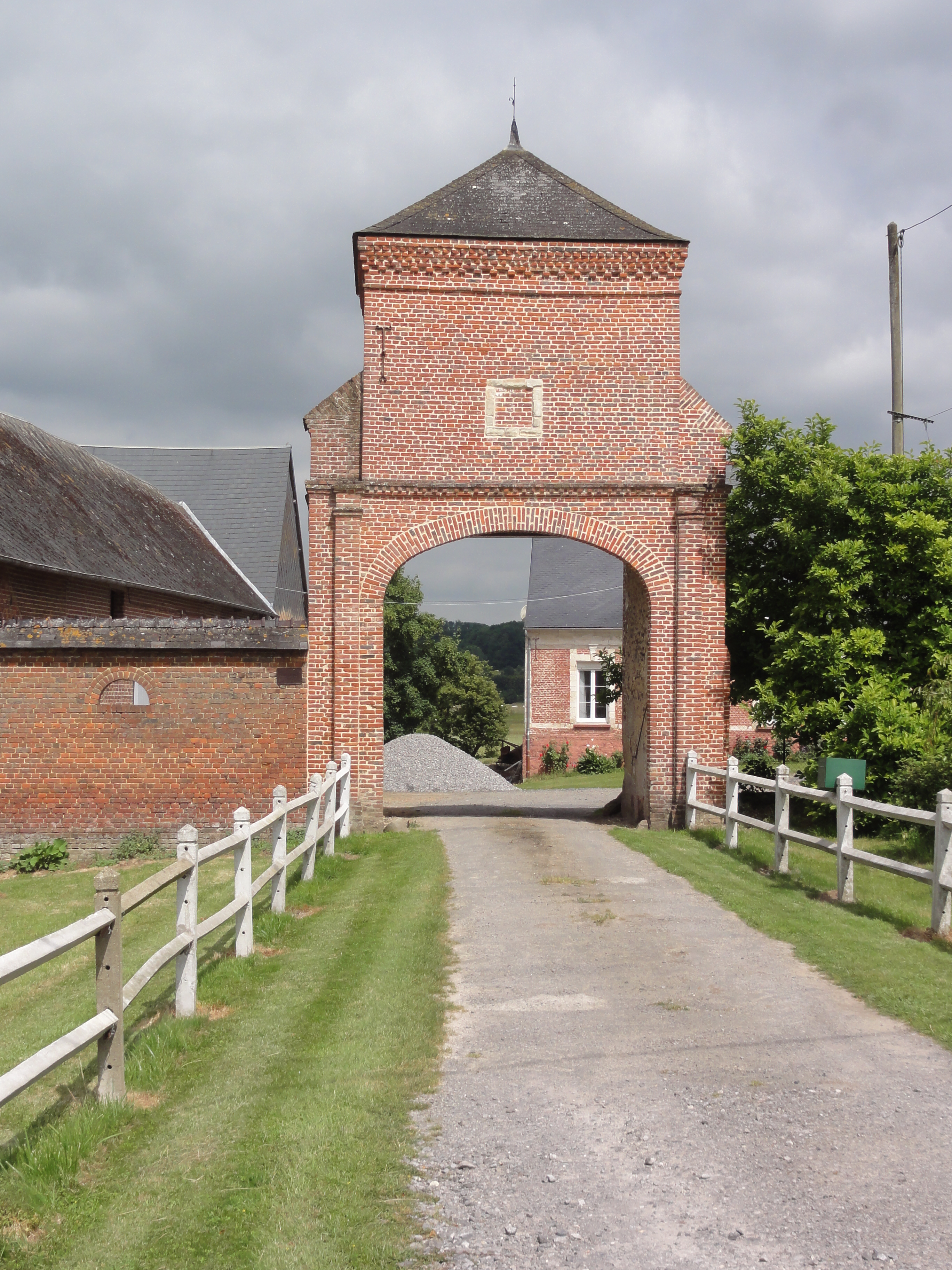
Taubenturm
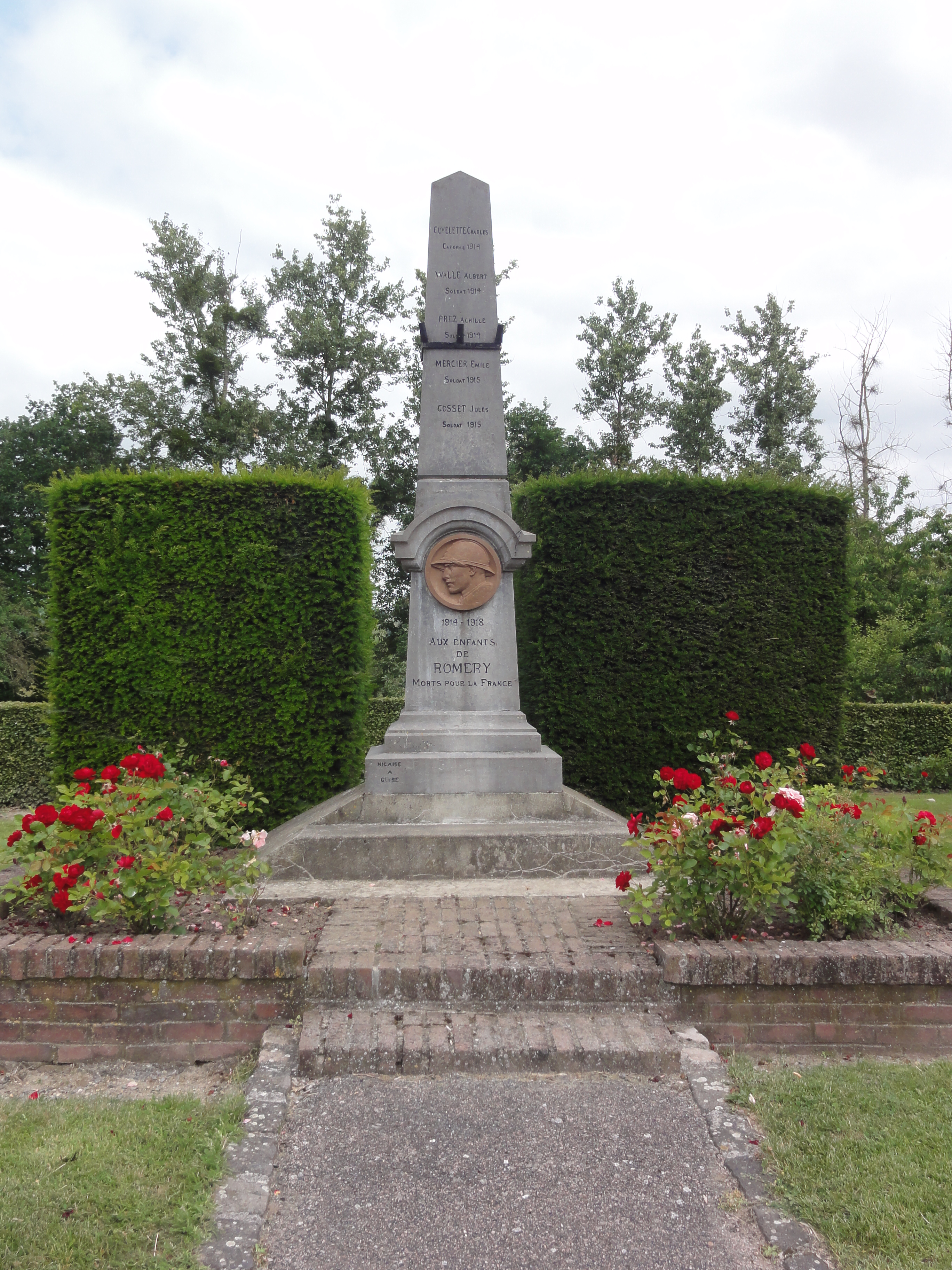
Gefallenendenkmal